# ディミトリオス1世パレオロゴス
ディミトリオス・パレオロゴス (Δημήτριος Α' Παλαιολόγος , ローマ字転写; Demetrios I Palaiologos, 1295年 - 1343年以降) は、東ローマ帝国の皇族、テッサロニキ専制公（在任：1322年, 1327年 - 1328年）。アンドロニコス2世パレオロゴス帝の第五子、皇后ヴィオランテ・ディ・モンフェラート（ギリシア名イリニ・パレオロギナ）との間に生まれた息子としては第三子。古典式慣例表記ではデメトリオス・パライオロゴス。

## 経歴
母ヴィオランテは先妻の子ミハイル9世の地位を嫉み、自分の息子にも同様に皇帝称号、及び統治すべき領土を等分に分配するよう夫アンドロニコス2世に要求した。無論アンドロニコス帝はこれを拒否したが、代わりに四男セオドロス＝テオドロ・パレオロゴ・ディ・モンフェラートに母の生家を継承させた。またディミトリオスは1304年、姉妹シモニスが王妃となったセルビア宮廷に派遣されたが、これはその血縁を通じてセルビア王位を獲得するという目的があったものと思われる。しかし彼はセルビアでの生活になじめずに間もなく帰国し、1306年に専制公称号を与えられてコンスタンティノポリス宮廷に留まった。
1321年、父アンドロニコス2世とその孫（即ちディミトリオスにとっては甥）アンドロニコス3世との間に内乱が発生すると、ディミトリオスは他の兄弟共々父の支持派に回り、兄コンスタンディノスに続いて1322年、1327年 - 1328年の少なくとも二度、テッサロニキの行政官を務めた。1328年、アンドロニコス3世が勝利すると、アンドロニコス2世と帝位継承候補コンスタンティノス専制公は引退を余儀なくされるが、ディミトリオスはそのまま宮廷に留まった。しかしかつての反アンドロニコス3世派であった彼の立場は当然ながら不安定なものであり、1336年には皇帝の病気に際し帝位簒奪と反逆の嫌疑がかけられた（後に無罪放免）。ディミトリオスは少なくとも1343年までは生存し、宮廷に於いて活動していたと思われる。

## 家族
彼には少なくとも二人の子供がいた事が判明しているが、名前が知られているのは娘一人である。
- イリニ・パレオロギナ（Ειρήνη Παλαιολογίνα） - 共治帝マテオス・カンダクジノスの妻。尊厳公ディミトリオス・カンダクジノスの母

（本項目の表記は中世ギリシア語の発音に依拠した。古典式慣例表記については各リンク先の項目を参照）